# Wyżnia Biała Przełączka
Wyżnia Biała Przełączka (słow. Vyšná biela štrbina) – wybitna, płytka przełęcz w słowackiej części Tatr Wysokich, położona w grani głównej Tatr. Znajduje się w Koperszadzkiej Grani, północno-wschodniej grani Jagnięcego Szczytu. Oddziela Biały Kopiniak na południowym zachodzie od Białej Czuby na północnym wschodzie.
Stoki północno-zachodnie opadają z przełęczy do Jagnięcego Kotła w Dolinie Skoruszowej, południowo-wschodnie – do Doliny Białych Stawów. Do Jagnięcego Kotła zbiega z Wyżniej Białej Przełączki żleb, natomiast do Doliny Białych Stawów spada szeroki trawiasty zachód.
Na Wyżnią Białą Przełączkę, podobnie jak na inne obiekty w Koperszadzkiej Grani, nie prowadzą żadne znakowane szlaki turystyczne. Najdogodniejsza droga dla taterników wiedzie na siodło z Doliny Białych Stawów znad Wielkiego Białego Stawu i nie przedstawia trudności (0− w skali UIAA).
Pierwsze pewne wejścia:
- letnie – Samuel Weber i pasterz Michael Mlinárcsik z Rakus, 28 lipca 1890 r.,
- zimowe – Klara Hensch, Valentin Hajts i Gábor Seide, 15 lutego 1926 r.

Być może już wiele wcześniej granią przez Wyżnią Białą Przełączkę schodzili 9 sierpnia 1793 r. z Jagnięcego Szczytu Robert Townson i przewodnik Hans Gross.